# Nova Belgrado
Nova Belgrado (no alfabeto cirílico: Нови Београд, transl.: Novi Beograd) é um município da Sérvia localizada no distrito de Belgrado, nas regiões de Šumadija e Kosmaj. Possuía uma população de 367773 habitantes segundo o censo de 2002.